# Посёлок Центрального отделения совхоза «Мишино»
Центрального отделения совхоза «Мишино» — посёлок Слободского сельского поселения Михайловского района Рязанской области России.

## География
Посёлок расположен у восточного подножия среднерусской возвышенности на берегу р. Лубянка при Анинском пруде.
Мишино находится в 19 км к юго-востоку от Михайлова, на севере граничит с c. Аннино. На юго-западе в 11 км от посёлка проходит федеральная трасса E 119 Р22 Москва — Тамбов — Волгоград — Астрахань, а в 17 км проходит Павелецкое направление Московской железной дороги. Ближайшие станции — Голдино и Бояринцево.
Климат
Климат умеренно континентальный, характеризующийся тёплым, но неустойчивым летом, умеренно-суровой и снежной зимой. Ветровой режим формируется под влиянием циркуляционных факторов климата и физико-географических особенностей местности. Атмосферные осадки определяются главным образом циклонической деятельностью и в течение года распределяются неравномерно.
Согласно статистике ближайшего крупного населённого пункта — г. Рязани, средняя температура января −7.0 °C (днём) / −13.7 °C (ночью), июля +24.2 °C (днём) / +13.9 °C (ночью).
Осадков около 553 мм в год, максимум летом.
Вегетационный период около 180 дней.

## История
В XVII—XIX вв. село Мишино было вотчиной Гагариных.
Усадьба основана в первой половине XVII века стольником князем И. А. Гагариным-Косарем (ум. после 1658). В середине — второй половине XVIII века принадлежала управляющему тульскими имениями Екатерины II Бобрики и Богородицк президенту Коллегии экономии, сенатору князю С. В. Гагарину (1713—1782), женатому на графине П. П. Ягужинской (ум. 1775). Затем их сыну действительному тайному советнику, гофмейстеру князю С. С. Гагарину (1745—1798), женатому на княжне В. Н. Голицыной (1762—1802). После их сыну участнику Отечественной войны 1812 года, действительному статскому советнику, гофмейстеру князю Н. С. Гагарину (1784—1842), женатому на графине М. А. Бобринской (1798—1835) и далее их сыну московскому губернскому предводителю дворянства, действительному статскому советнику, князю Л. Н. Гагарину (1828—1868), женатому на А. И. Прихуновой (1830—1887). Во второй половине XIX — начале XX века племяннику последних лейтенанту в отставке, князю В. Н. Гагарину (1849—1912), женатому на баронессе М. А. фон Будберг (1847—1917). В имении последних было налажено крупное садоводческое хозяйство, занятое промышленной переработкой фруктов.
В первой половине XVII века часть села Мишино находилось в вотчине М. Никитина. В середине XVIII века усадьбой владел князь Г. Н. Оболенский, со второй половины столетия — полковник П. И. Мамонов (1757—1818), женатый на П. Н. Дмитриевой-Мамоновой (ум. до 1800). В середине XIX века их сын инженер-поручик и кавалер И. П. Дмитриев-Мамонов (1797—1846). В конце XIX — начале XX века профессор В. В. Колендо (г/р 1864), женатый на Л. В. Бубновой и его брат М. В. Колендо (г/р 1870).
Сохранились: заброшенная церковь Вознесения 1753 года в стиле барокко, построенная князем С. В. Гагариным и князем Г. Н. Оболенским. Парк с каскадами прудов.

### Церковь Вознесения
В 1676 года в селе существовала деревянная церковь святого Николая с приделом Фёдора Тирона.
По преданию она находилась там, где располагалось сельское кладбище.
Дошедшая до нас каменная церковь во имя Вознесения Господня построена в 1753 году вместо старой деревянной помещиком князем С. В. Гагариным.
В 1855 году, князь Г. Н. Оболенский на свои средства пристроил к церкви трапезную с двумя приделами — во имя Казанской иконы Божьей Матери и св. Николая Чудотворца. Рядом тогда же была возведена колокольня с несколькими небольшими колоколами. Древняя часть церкви имеет форму восьмигранного столба с алтарным полукружием; трапезная — форму квадрата.
Вокруг церкви в 1888 году была устроена каменная ограда.
В 1890 году интерьер храма был расписан сюжетами на библейские темы и обновлен иконостас.
В начале XIX века церковь переименована в Вознесенскую.
В наши дни церковь давно не действует и находится в плачевном состоянии.
Ценности и документы
- Ценными историческими предметами утвари и иконами церковь не располагала.
- метрические книги — с 1800 года
- исповедные ведомости — с 1829 года
- опись церковного имущества, составленная в 1855 году

Штат и содержание
- до 1817 года — священник, 2 причетника.
- с 1817 года по 1849 год — дьякон, священник, 2 причетника.
- с 1849 года — священник, 2 причетника.
- 1873 год — священник, псаломщик.

Средства содержания причта весьма скромные.
За церковью числилась земля:
- пахотная — 33 га
- усадебная — 1,1 га
- луговая — 3 га

Состав прихода
- с. Мишино
- д. Слободка
- д. Костыли
- д. Оболенки

Прихожан к 1890 году насчитывалось 1950 человек.
Многие из них промышляли вставкою рам и стекол.

### Радиационное загрязнение территории
Посёлок Мишино с 1986 года находится в зоне загрязнения цезием-137, образовавшейся в результате аварии на Чернобыльской АЭС (Межведомственная комиссия по радиационному контролю природной среды при Госкомгидромете СССР).

## Население
| 1859 | 1906 | 2007 | 2010 |
| ---- | ---- | ---- | ---- |
| 956  | ↘773 | ↘234 | ↘218 |